# Enmerkar e il signore di Aratta
Enmerkar e il signore di Aratta è un poema sumerico di 636 versi, il primo di un ciclo in cui si narra del conflitto, probabilmente reale, che aveva contrapposto le città di Uruk e Aratta, intorno al 3000 a.C.

## Sinossi
Il poema narra il sorgere della disputa fra Enmerkar, sovrano di Uruk, e il signore di Aratta (che in un poema successivo del ciclo viene identificato con  Ensuh-keshdanna). Enmerkar è un re leggendario che la lista reale sumerica colloca tra i mitici sovrani della I dinastia di Uruk. Aratta non è stata identificata, ma era certamente nell'altopiano iranico.
Il poema non descrive scontri armati, ma solo l'andirivieni di un messaggero che trasmette il pensiero dei due sovrani. La volontà del sovrano di Uruk di sottomettere Aratta al suo dominio si scontra con il rifiuto dell'altro sovrano, ma il problema della sovranità si intreccia con proposte di scambi commerciali tra le granaglie di cui è ricca Uruk e il legname e le pietre dure di cui è provvista la regione di Aratta.

### L'invenzione della scrittura
Il brano più interessante del poema è probabilmente quello in cui il re di Uruk, volendo trasmettere un messaggio troppo complesso perché sia ricordato con certezza dal messaggero, inventa la scrittura. Non è in effetti molto distante dall'evoluzione delle tavolette cuneiformi che conosciamo tramite l'archeologia e l'epigrafia (Antonio Invernizzi). Eccolo nella traduzione di G. Pettinato:
Ed ecco la reazione dell'altro sovrano quando riceve la tavoletta:
Il mito sull'invenzione della scrittura contiene probabilmente un nocciolo di verità nel ricordare la particolare funzione svolta dalla città di Uruk. La descrizione delle due città suggerisce che Aratta fosse nata come colonia urukita.
La contesa tra le due città costituisce l'argomento di altri cinque poemi del ciclo epico e viene infine risolta a favore di Uruk.